# Toyota F1
Toyota F1 – zespół Formuły 1 startujący w Mistrzostwach w sezonach 2002–2009. Dyrektorem zespołu przed rozwiązaniem był Tsutomu Tomita, a dyrektorem technicznym Pascal Vasselon. Siedziba stajni mieściła się w Kolonii w Niemczech.

## Historia
Zespół powstał na bazie Toyota Team Europe, która została stworzona w celu startów w World Rally Championship i w wyścigu 24 godziny Le Mans w 1998 i 1999 r. W 2000 i 2001 r. kierowcy Toyoty przejechali tysiące kilometrów testując samochód GT-One do startów w Le Mans, a później TF101, ich pierwszy bolid F1.
Oficjalne starty w Formule 1 dla stajni rozpoczęły się w sezonie 2002. Kierowcami zespołu zostali Allan McNish i Mika Salo. Rok później zastąpili ich Cristiano da Matta, mistrz serii Champ Car i były kierowca British American Racing, Olivier Panis. Od sezonu 2005 kierowcami stajni byli Ralf Schumacher – były kierowca stajni Williams. Od sezonu 2008 na jego miejscu pojawił się Timo Glock, który wcześniej startował w serii GP2, oraz Jarno Trulli, były kierowca Renault, który startował już w trzech ostatnich wyścigach sezonu 2004 dla stajni.
Inwestycja Toyoty w Formułę 1 była długoterminowa. Duże pieniądze wydawane były na siedzibę stajni. Zainwestowano też w ekipę techniczną, do której należeli szanowani projektanci (Gustav Brunner i Luca Marmorini). Gdy połączy się to z dużym budżetem, powinniśmy spodziewać się sukcesów stajni. Zespół ma problemy z zarządzaniem.
4 listopada 2009 poinformowano, że z powodu ogólnoświatowego kryzysu i redukcji kosztów zespół wycofa się z Formuły 1 po sezonie 2009.

## Wyniki w Formule 1
Źródło: Wyprzedź Mnie!
| Sezon | Nazwa                   | Samochód     | Silnik                | Opony | Kierowcy                                                    | Punkty | Msc. |
| ----- | ----------------------- | ------------ | --------------------- | ----- | ----------------------------------------------------------- | ------ | ---- |
| 2002  | Panasonic Toyota Racing | TF102        | Toyota RVX-02 3.0 V10 | M     | Mika Salo Allan McNish                                      | 2      | 9    |
| 2003  | Panasonic Toyota Racing | TF103        | Toyota RVX-03 3.0 V10 | M     | Olivier Panis Cristiano da Matta                            | 16     | 8    |
| 2004  | Panasonic Toyota Racing | TF104 TF104B | Toyota RVX-04 3.0 V10 | M     | Olivier Panis Cristiano da Matta Ricardo Zonta Jarno Trulli | 9      | 8    |
| 2005  | Panasonic Toyota Racing | TF105 TF105B | Toyota RVX-05 3.0 V10 | M     | Jarno Trulli Ralf Schumacher Ricardo Zonta                  | 88     | 4    |
| 2006  | Panasonic Toyota Racing | TF106        | Toyota RVX-06 2.4 V8  | B     | Ralf Schumacher Jarno Trulli                                | 35     | 6    |
| 2007  | Panasonic Toyota Racing | TF107        | Toyota RVX-07 2.4 V8  | B     | Ralf Schumacher Jarno Trulli                                | 13     | 6    |
| 2008  | Panasonic Toyota Racing | TF108        | Toyota RVX-08 2.4 V8  | B     | Jarno Trulli Timo Glock                                     | 56     | 5    |
| 2009  | Panasonic Toyota Racing | TF109        | Toyota RVX-08 2.4 V8  | B     | Jarno Trulli Timo Glock Kamui Kobayashi                     | 59,5   | 5    |